# 脂習
脂習（?—?），字元升，司隶京兆尹（治今陕西西安）人，东漢時代末期、三国時代政治人物。
脂习在中平年间为郡吏，后任太医令。跟随汉献帝遷都長安、逃出長安、归還洛陽、遷都許都。脂習与建安七子之一孔融相親善，劝孔融改节事曹操，孔融不听。孔融被曹操杀害，他抚尸痛哭，说「文举，卿舍我死，我当复与谁语者？」曹操听说，逮捕脂習，后来感到他的誠实于是把释他。後来脂習向曹操謝罪，曹操称呼他的字说「元升，卿故慷慨！」给他新房子，赐谷百斛。魏文帝黄初年间，曹丕下诏想要用脂习，因为他年老，有前漢栾布的信義之节，赐拜中散大夫。还家，年八十馀岁去世。